# Gare de Lanzhou-Ouest
La gare de Lanzhou-Ouest (chinois simplifié : 兰州西站 ; pinyin : Lánzhōu xī zhàn) est une gare ferroviaire située dans le district de Qilihe à Lanzhou, capitale de la province du Gansu, en République populaire de Chine. Elle a été ouverte le 25 décembre 2014. Elle est notamment desservie par la ligne LGV Xuzhou - Lanzhou, ainsi que la ligne LGV Lanzhou - Ürümqi, première liaison LGV entre le Xinjiang et le reste de la Chine. Enfin,  La gare de Lanzhou, située au centre-ville, est plus ancienne et est utilisée pour des lignes de chemin de fer conventionnelles, dont la ligne Pékin - Lhassa ou la ligne Pékin - Lanzhou.
Ligne intercité aéroport Lanzhou-Zhongchuan (zh) (兰中城际铁路) est une ligne à grande vitesse de 61 km, reliant le centre urbain à l'aéroport de Lanzhou-Zhongchuan (code IATA : LHW • code OACI : ZLLL), au Nord de la ville, en 30 à 40 minutes.

## Galerie

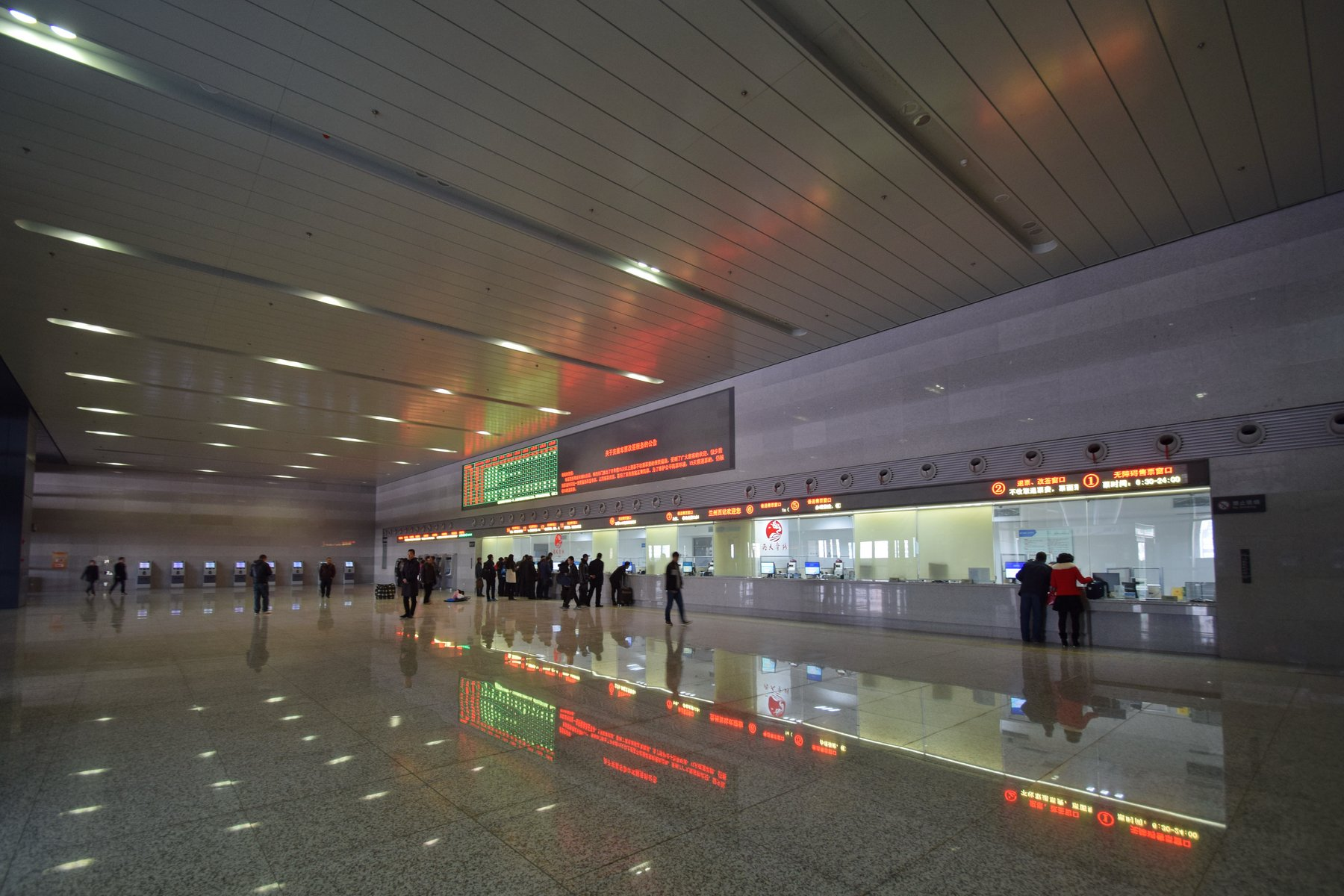
Salle d'achat des billets
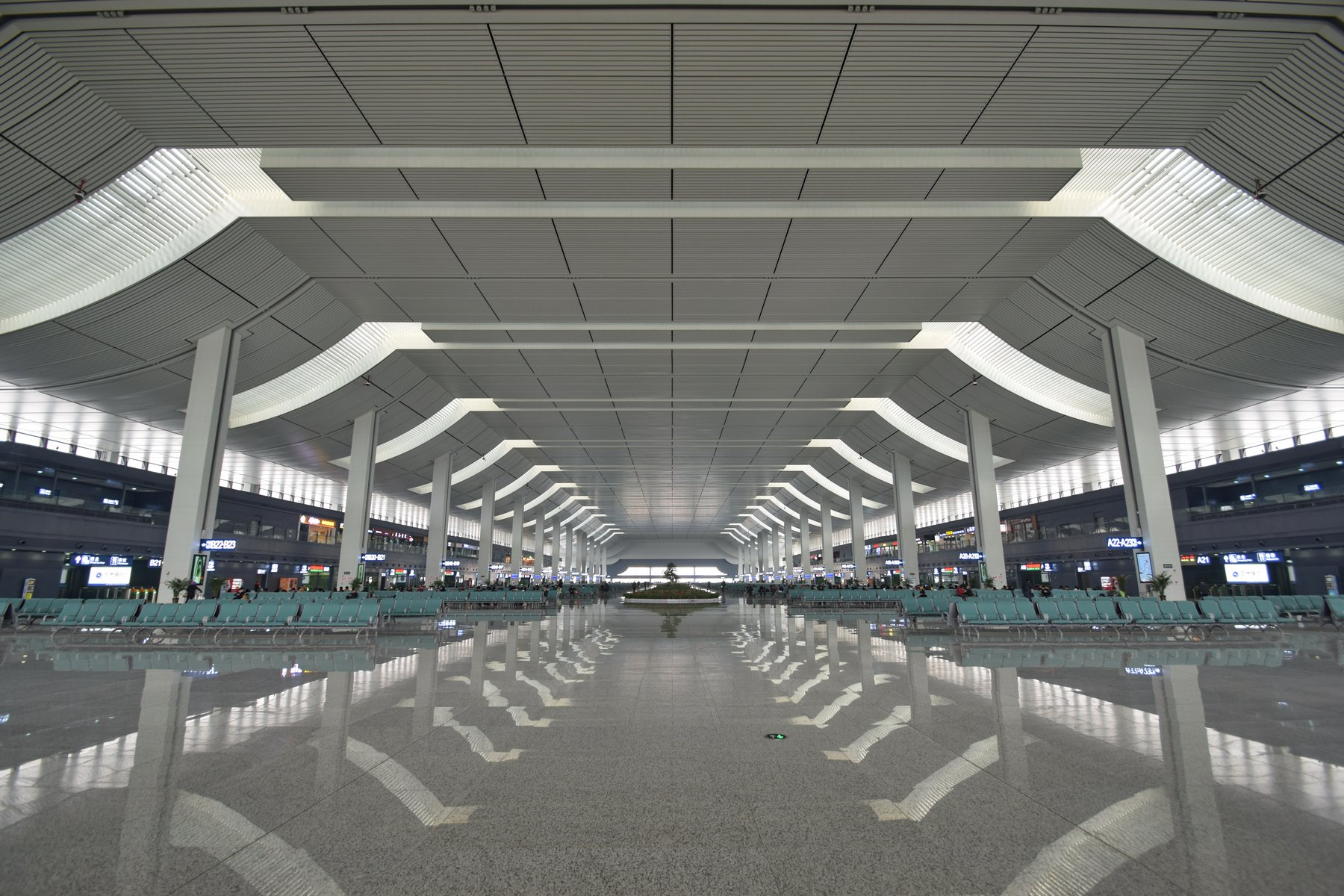
Salle d'attente
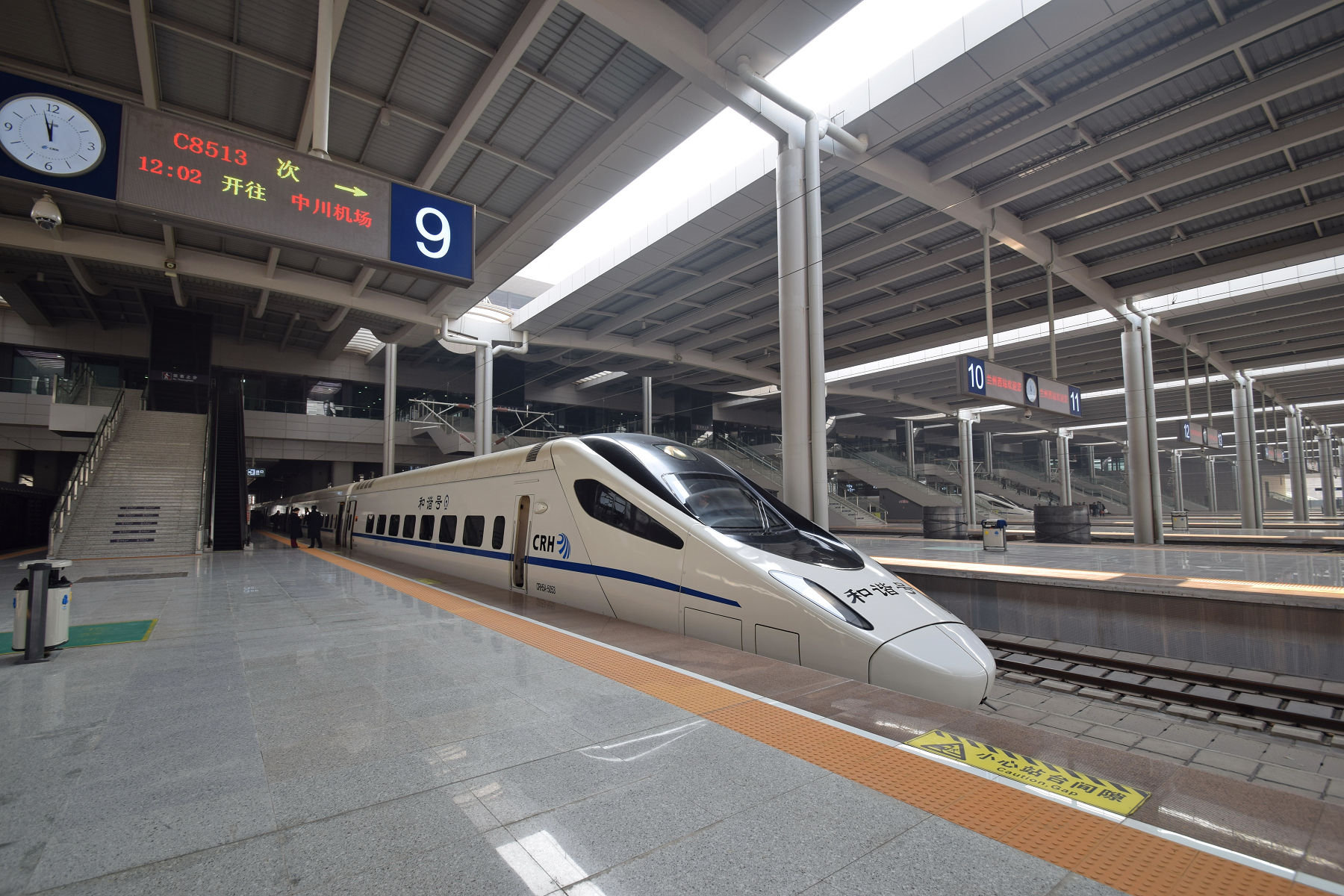
TGV CRH5A à destination de l'aéroport sur le quai